# Lothar Schilling (Jurist)
Lothar Schilling (* 4. Juli 1834 in Leipzig; † 27. Mai 1879 ebenda) war ein deutscher Richter am Reichsoberhandelsgericht.

## Leben
Er war der Sohn des Leipziger Juraprofessors Bruno Schilling aus zweiter Ehe. Er besuchte die Nikolaischule und begann 1851 in Leipzig Rechtswissenschaften zu studieren. Ostern 1854 bestand er sein Universitätsexamen „mit erster Censur“, also Bestnote.
Danach arbeitete er bei verschiedenen Rechtsanwälten. Im Juli 1856 wurde er beim Amtsgericht Döbeln remunerierter Protokollant (Hilfsreferendar). Von Oktober 1856 bis 1858 war er Aktuar (entspricht dem heutigen Rechtsreferendar). Vom Kanzleisekretär des Appellationsgerichts Dresden wurde er 1865 zum Gerichtsrat beim Bezirksgericht Annaberg befördert. 1866 kam er als Hilfsarbeiter an das Appellationsgericht Dresden. 1869 wurde er zum Rat dort befördert. 1870 übernahm er auch die Funktion eines Stellvertreters des Generalstaatsanwalts, wurde Mitglied der Prüfungskommission und 1872 Vizepräsident des Appellationsgerichts. 1875 wurde er, mit dem Ritterkreuz des sächsischen Verdienstordens ausgezeichnet, aus dem sächsischen Staatsdienst entlassen, um in das Reichsoberhandelsgericht einzutreten. Mitte Dezember 1878 musste er sich krankmelden, im Mai 1879 starb er als designierter Reichsgerichtsrat. An seine Stelle trat Heinrich Scheele.
Schilling war verheiratet mit Elisabeth Schneider, der Tochter des Justizministers Robert Schneider, eines zu diesem Zeitpunkt bereits verstorbenen Gönners, der zu Lebzeiten Schillings Karriere befördert hatte.